# Savoir-vivre
Savoir-vivre (fr. savoir – wiedzieć, vivre – żyć; „znajomość życia”) – ogłada, dobre maniery, bon-ton, konwenans towarzyski, znajomość obowiązujących zwyczajów, form towarzyskich i reguł grzeczności funkcjonujących w danej grupie.
Wyrażenie savoir-vivre pochodzi z języka francuskiego i jest złożeniem dwóch czasowników w formie bezokolicznika. Savoir znaczy wiedzieć, vivre znaczy żyć. Stąd savoir-vivre przetłumaczyć można jako sztuka życia. Ten splot słów można rozumieć jako znajomość obyczajów i form towarzyskich, reguł grzeczności oraz jako umiejętność postępowania w życiu i radzenia sobie w różnych trudnych sytuacjach.
Zasady savoir-vivre'u dotyczą przede wszystkim:
- zachowania się w szczególnych sytuacjach,
- form towarzyskich (np. w miejscu pracy, w rodzinie, na przyjęciach, w restauracji),
- komunikacji (także telefonicznej i internetowej),
- nakrywania i podawania do stołu, sposobów jedzenia oraz picia,
- wyglądu, prezencji (np. postawy, higieny) i właściwego ubioru (dress code).

Savoir-vivre jest uwarunkowany kulturowo, a więc znacząco różni się w zależności od regionu świata. Znajomość międzykulturowych zasad określana jest mianem cross-cultural savoir-vivre. Znajomość zasad savoir-vivre jest jednym z wyznaczników kultury osobistej człowieka.